# كاس فلايشر
كاس فلايشر (بالإنجليزية: Kass Fleisher)‏ (21 أكتوبر 1959، ويلمنغتون في الولايات المتحدة)؛ روائية أمريكية.